# آنا خاتون
آنا خاتون (باليونانية: Άννα Μεγάλη Κομνηνή، آنا ميغالي كومنينّي)، ولدت نحو عام 1447 وتوفيت بعد عام 1463، هي ابنة ديفيد، آخر أباطرة إمبراطورية طرابزون، وزوجته إليني كانتاكوزيني، تزوجت من السلطان العثماني محمد الفاتح.
ضمّ محمد الفاتح آنا إلى حرمه بعد أن فتح طرابزون. وعندما تبيّن أن والدها كان يتواصل سرًا مع أوزون حسن، أُعدم أفراد أسرتها. قام السلطان محمد بعد ذلك بتطليق آنا، وزوّجها للقائد العسكري العثماني زاغانوس باشا. وتذكر بعض الروايات أنها أُعدِمت بقطع رأسها بسبب رفضها الدخول في الإسلام، بينما تشير روايات أخرى إلى أنها تزوّجت للمرة الثالثة من إلفان بي زاده سنان بك بعد طلاقها من زاغانوس باشا.